# Szopa (obiekt budowlany)

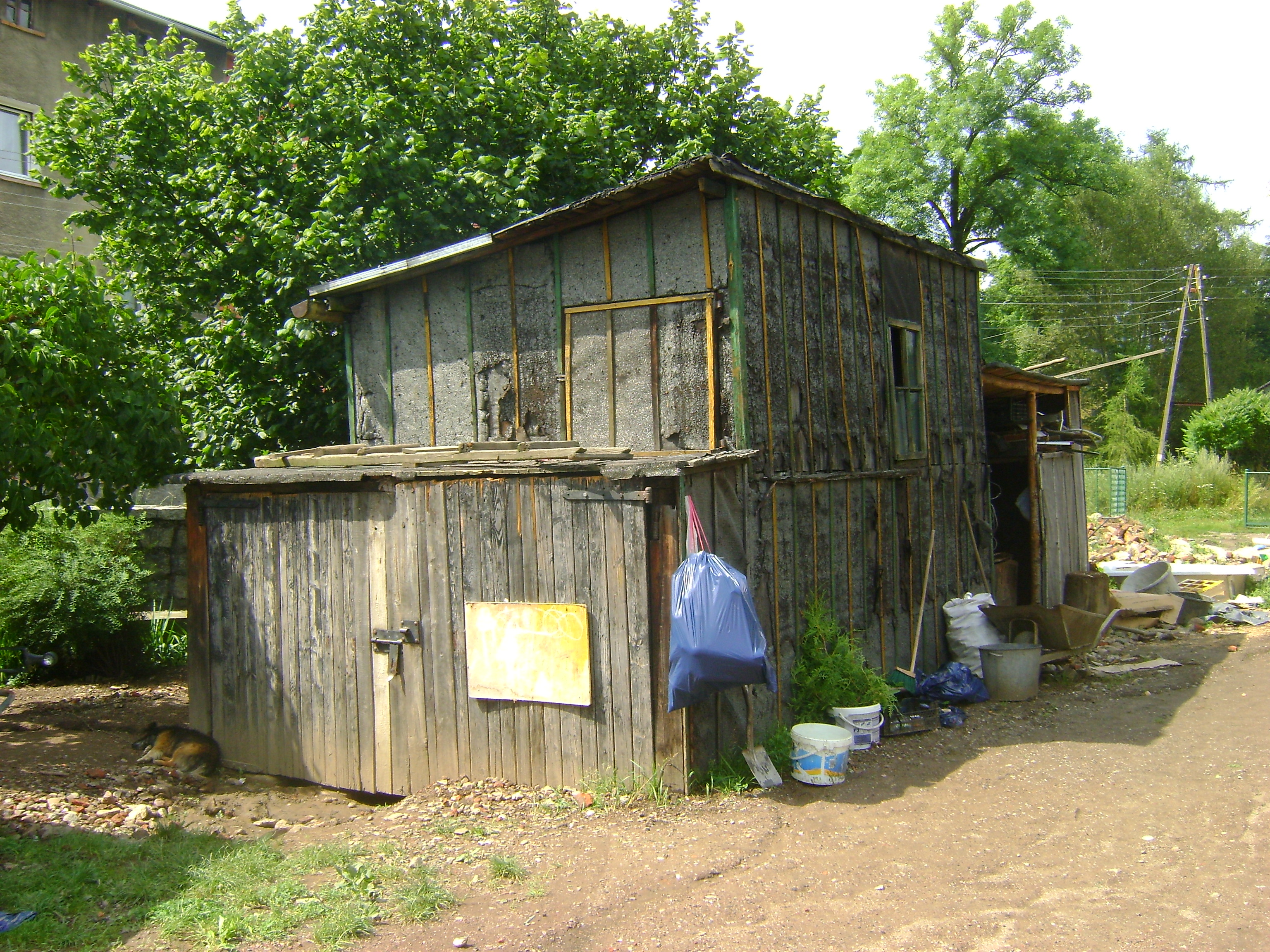
Szopa – pomieszczenie gospodarcze, wykonane z drewna obite papą, znajdujące się w gospodarstwie w Jugowie

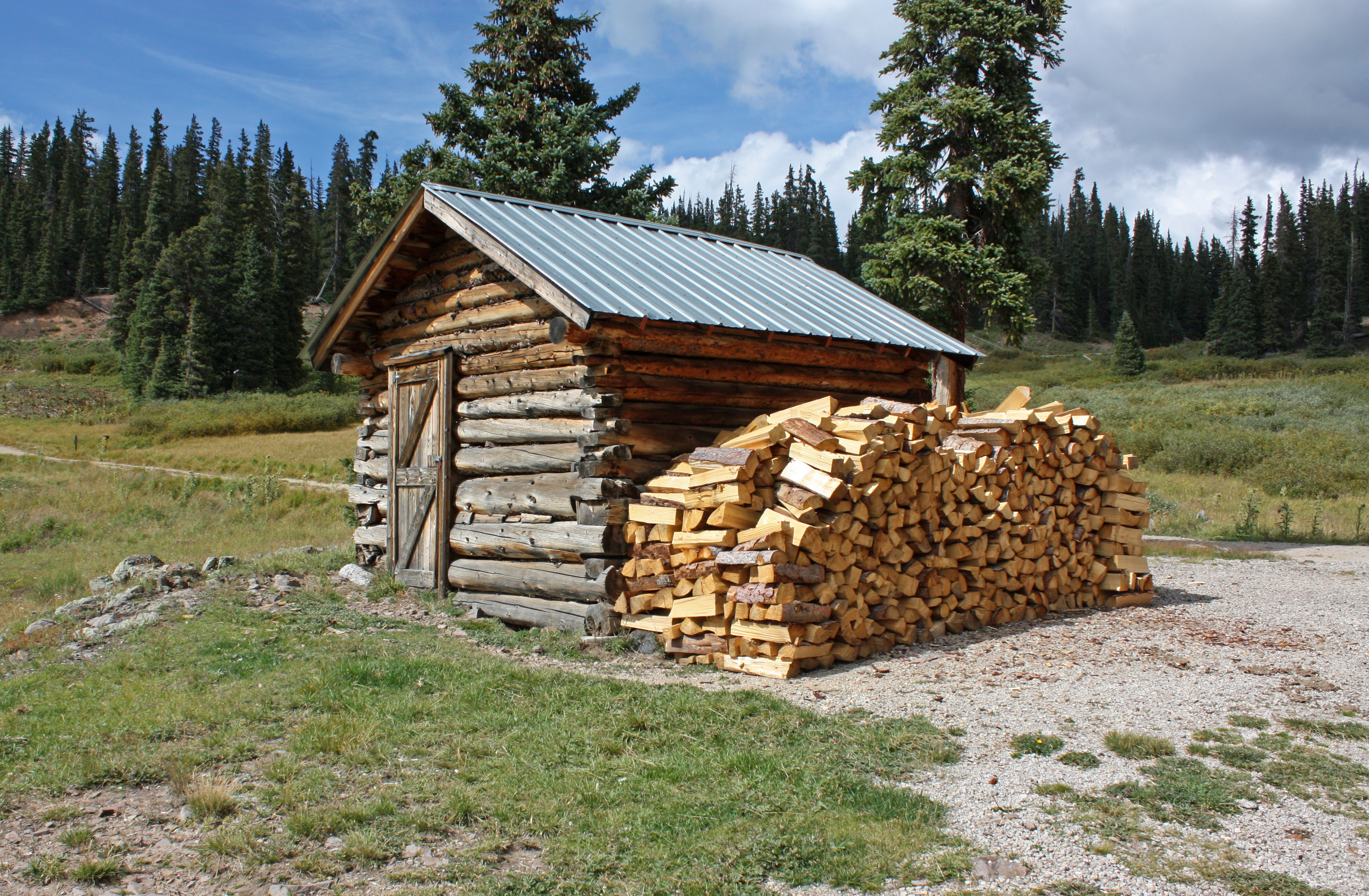
Drewutnia – szopa do przechowywania drewna

Szopa – obiekt budowlany służący do przechowywania urządzeń gospodarczych, drewna, rzadziej węgla lub hodowli zwierząt. Najczęściej drewniany, czasem drewniano-murowany lub murowany.